# Chinchillas

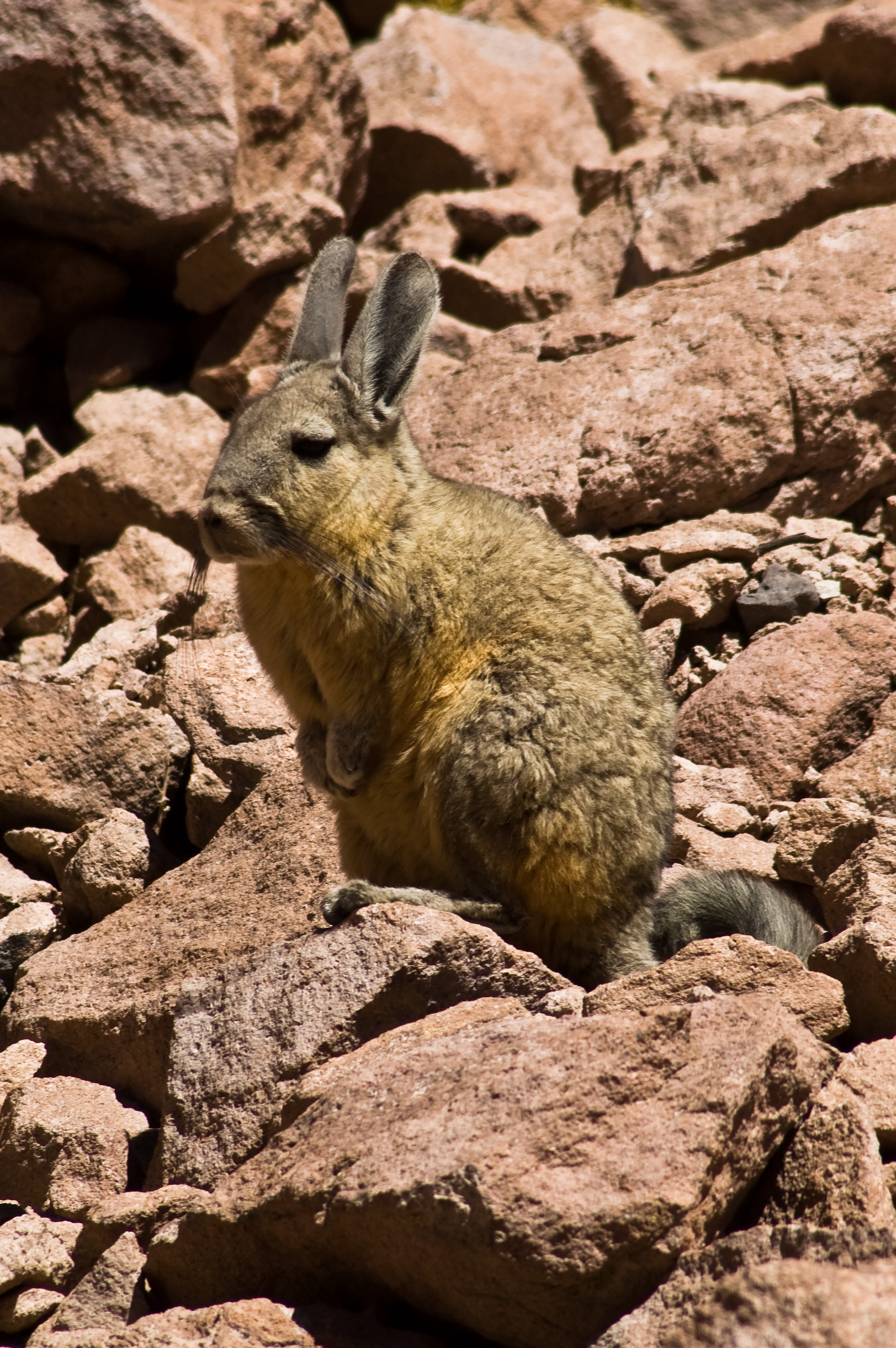
Cuvier-Hasenmaus

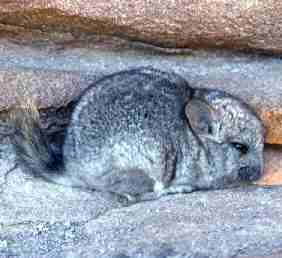
Kurzschwanz-Chinchilla

Die Chinchillas (Chinchillidae) sind eine in Südamerika lebende Familie der Nagetiere. Diese umfasst drei Gattungen. Neben den als Pelzlieferant und Heimtier bekannten Eigentlichen Chinchillas gibt es noch die Hasenmäuse und Viscachas mit insgesamt sieben Arten.

## Beschreibung
Chinchillas sind mittelgroße Nagetiere, die durch einen schlanken Körper mit dichtem, weichem Fell und einen langen, buschigen Schwanz charakterisiert sind. Das Fell ist grau oder graubraun gefärbt, wobei die Unterseite heller ist. Ihr Kopf ist groß und hat eine breite Schnauze, die Augen sind groß und die Ohren länglich. Die Vorderbeine sind kurz, die Vorderfüße haben vier Zehen. Die Hinterbeine sind deutlich länger und muskulöser und enden in drei (Viscacha) oder vier (Hasenmäuse und Eigentliche Chinchillas) Zehen. Diese Tiere erreichen eine Kopfrumpflänge von 23 bis 65 Zentimetern und eine Schwanzlänge von 8 bis 40 Zentimetern. Ihr Gewicht liegt zwischen 500 Gramm und 8 Kilogramm.
Die Zahnformel lautet wie bei allen Meerschweinchenverwandten I1-C0-P1-M3, insgesamt also 20 Zähne. Die Schneidezähne sind wie bei allen Nagetieren als Nagezähne ausgebildet, aber relativ klein, die Backenzähne sind ebenfalls wurzellos.

## Verbreitung
Chinchillas sind im westlichen und südlichen Südamerika beheimatet, ihr Verbreitungsgebiet umfasst das südliche Peru, Bolivien, Argentinien und Chile.

## Lebensweise
Eigentliche Chinchillas und Hasenmäuse sind Bewohner gebirgiger Regionen, während Viscachas grasbewachsene Ebenen als Lebensraum haben. Alle Arten sind eher nachtaktiv, als Unterschlupf dienen ihnen Höhlen, Felsspalten oder im Fall der Viscachas selbstgegrabene Baue. Alle Arten leben in Gruppen zusammen, deren Größe von einigen wenigen Tieren bis zu mehreren hundert variieren kann. Alle Arten sind Pflanzenfresser. Das Chinchilla kann in Gefahrensituationen Urin spritzen und auch sein Fell verlieren, dem Feind bleibt dann nur ein Büschel Haare.

## Chinchillas und Menschen
Eigentliche Chinchillas sind als Heimtier und als Lieferant des Chinchillapelzes weit verbreitet und werden auch auf Farmen gehalten. In freier Wildbahn wurden die Bestände aller Arten durch Lebensraumzerstörung und Bejagung stark dezimiert. Das Kurzschwanz-Chinchilla gilt als vom Aussterben bedroht.

## Systematik

### Äußere Systematik
Die Chinchillas werden innerhalb der Nagetiere zu den Meerschweinchenverwandten gezählt. Aufgrund äußerer Ähnlichkeiten hielt man früher die Chinchillaratten (Abrocomidae) für enge Verwandte der Chinchillas, jüngere Untersuchungen widersprechen dem jedoch. Ähnlichkeiten im Zahnmuster und molekulargenetische Untersuchungen sprechen dafür, die Pakaranas (Dinomyidae) als nächste Verwandte der Chinchillas zu betrachten.

### Innere Systematik
Die Chinchillas teilen sich in drei Gattungen mit sieben Arten:
- Eigentliche Chinchillas (Chinchilla) mit zwei Arten,
- Hasenmäuse oder Berg-Viscachas (Lagidium) mit vier Arten,
- Viscacha (Lagostomus maximus).

Eigentliche Chinchillas und Hasenmäuse sind näher miteinander verwandt und werden manchmal in der Unterfamilie Chinchillinae vereinigt, der das Viscacha (Lagostominae) gegenübersteht.

## Namensherkunft
Der Name Chinchilla ist einheimischen Ursprungs, einige andere Theorien sind offensichtlich falsch. In der Sprache des Andenvolks der Chincha, dem sogenannten Aymara, war der Tiername bei der Eroberung des westlichen Teils Südamerikas, beginnend 1532, bereits bekannt. Die ursprünglichen Zusammenhänge des Volksnamens Chincha und der Tierbezeichnung Chinchilla sind unklar.